# Brian Maisonneuve
Brian Maisonneuve (Warren, Míchigan, Estados Unidos, 28 de junio de 1973) es un exfutbolista estadounidense que jugaba como centrocampista defensivo.
- Datos: Q912636
- Multimedia: Brian Maisonneuve / Q912636